# Mirabilis Verlag
Der Mirabilis Verlag ist ein unabhängiger deutscher Literaturverlag mit Sitz in Klipphausen/Miltitz.

## Geschichte und Verlagsprogramm
Der Mirabilis Verlag wurde 2011 von Barbara Miklaw gegründet. Jährlich erscheinen in dem Buchverlag vier bis sechs neue Bücher. Programmschwerpunkt sind Erzählungen und Romane, teilweise in Verbindung mit Grafiken, Zeichnungen und Fotografien. Da einige Verlagsautoren zugleich Schriftsteller und bildende Künstler sind, werden bei ihren Publikationen Text und Bild miteinander kombiniert. Ein weiterer Schwerpunkt sind erzählende Kindersachbücher. Junge Lyrik wird in der Edition tas:ir veröffentlicht. Mit seinem Programm ist der Independent-Verlag regelmäßig bei der Frankfurter Buchmesse, der Leipziger Buchmesse, bei Dresden (er)lesen und weiteren Literaturveranstaltungen präsent.
Der Mirabilis Verlag ist Mitglied im Börsenverein des Deutschen Buchhandels und im Freundeskreis der Kurt Wolff Stiftung.
Zu den Autoren des Verlages zählen unter anderem Martina Berscheid, Herbert Heinrich Beckmann, Florian L. Arnold, Renate Klöppel, Reinhard Kuhnert, Jörg Sader, Ingo Schramm, Günter Richter und Carola Wegele.

## Auszeichnungen
- 2022: Sächsischer Verlagspreis[7]
- 2024: Deutscher Verlagspreis[8]